# 马克·法雷尔
马克·法雷尔（英語：Mark Farrell，1953年5月6日—2018年11月26日），生于利物浦，英国男子网球运动员。他曾获得1974年温布尔登网球锦标赛混合双打亚军。他于2018年去世，享年65岁。